# Giara-Pferd
Das Giara-Pferd (italienisch: Cavallini della Giara, Giara-Pferdchen) ist eine verwilderte Kleinpferderasse, die ausschließlich auf Sardinien vorkommt. Neben dem Rassenamen Giara-Pferd hat sich auch die Bezeichnung Achetta-Pony etabliert. Ursprung dieser Bezeichnung ist der Begriff is achettas, Bezeichnung der sardischen Hirten für die Rasse (sardisch: achèta, weibliches Fohlen; achétu, männliches Fohlen).

## Exterieur
Typisch für die Rasse sind große Mandelaugen, Mähne und Schweif sind stark ausgeprägt. Das Giara-Pferd hat ein Stockmaß von etwa 120 bis 140 cm. Bei den Farbschlägen überwiegen Rappen, Dunkelbraune und Braune.
Es handelt sich hierbei vom Typus her nicht um Ponys, sondern um Kleinpferde.

## Verbreitung und Nutzung
Lebensraum dieser Pferderasse ist die Giara di Gesturi, eine Hochebene, auf der das Giara-Pferd in kleinen Familienverbänden lebt. Zum Bestand der Rasse werden etwa 500 bis 800 Tiere gezählt. Der Ursprung der Rasse ist unklar; häufig wird angeführt, die Punier hätten die Pferde mit nach Sardinien gebracht.
Bedingt durch die verwilderte Lebensweise erfolgt praktisch keine Nutzung der Rasse durch den Menschen. Jeweils vor der Sommerdürre werden die Pferde zusammengetrieben und zur Bestandsregulierung teilweise eingefangen. Eingefangene Fohlen, die in menschlicher Obhut aufgezogen werden, können später als Reit-, Zug- oder Lastenpferd verwendet werden. Giaras dienen aber auch als Fleischlieferanten.
Im Jahr 1996 wurde die „XXV Comunità Montana della Giara“ gegründet. Diese soll die Interessen der verwilderten Pferde vertreten und sich um die Arterhaltung und die Bestandssicherung kümmern.